# Sejkov
Sejkov je obec na Slovensku. Nachází se v Košickém kraji, v okrese Sobrance. Obec má rozlohu 7,03 km² a leží v nadmořské výšce 135 m. V roce 2011 v obci žilo 194 obyvatel. První písemná zmínka o obci pochází z roku 1412.